# George Abbot
Goerge Abbott (Guildford, 19 de octubre de 1562-Surrey, 5 de agosto de 1633) fue un arzobispo anglicano.
Puritano celoso y predicador de la iglesia anglicana, fue deán de Winchester, obispo de Lichfield y de Londres y Arzobispo de Canterbury y tres veces vicerrector de la Universidad de Oxford, aunque fue destituido por sus ideas calvinistas (1627). 
Tuvo el coraje de oponerse a la corte en numerosas ocasiones, en particular en el asunto del conde y la condesa de Essex, cuyo divorcio era vivamente perseguido por el rey. El arzobispo protestó porque el divorcio fuera concedido solamente por la mayoría de dos votos. Son numerosos sus escritos. Tradujo el Nuevo Testamento al inglés e intervino activamente en la traducción de la Biblia. También es preciso citar su Historia de las matanzas de la Valletine.
- Datos: Q714925
- Multimedia: George Abbot / Q714925